# Robert Kanigel
Robert Kanigel (né le 28 mai 1946) est un biographe et écrivain de science américain, connu comme l'auteur de sept livres et de plus de 400 articles, essais et critiques.

## Enfance et formation
Né à Brooklyn, Kanigel est diplômé de la Stuyvesant High School de New York, et a reçu un B.Sc. en génie mécanique de l'Institut polytechnique Rensselaer.

## Carrière
Après le collège, il a occupé trois postes en génie avant de devenir un écrivain indépendant en 1970. Au cours des 30 années suivantes, Kanigel a vécu et écrit à Baltimore, dans le Maryland et à San Francisco, en Californie. Ses articles sont parus dans divers magazines, dont le Johns Hopkins Magazine, le Baltimore Sun, The New York Times Magazine, The New York Times Book Review, Wilson Quarterly (en), Change,  American Health, Psychology Today, The Washington Post, le Los Angeles Times, Science, The Sciences (en), Mosaik (en), Longevity, National Observer, et Human Behavior.
Son premier livre, Apprentice to Genius: The Making of a Scientific Dynasty, a été publié en 1986. Il est suivi de The Man Who Knew Infinity: A Life of the Genius Ramanujan en 1991, qui a servi de base au film biographique L'Homme qui défiait l'infini ; suivent encore Le One Best Way: Frederick Winslow Taylor and the Enigma of Efficiency en 1999 ; High Season: How One French Riviera Town Has Seduced Travelers for Two Thousand Years, en 2002 ; et Faux Real: Genuine Leather and 200 Years of Inspired Fakes en 2007. Vintage Lecture: From Plato to Bradbury, a Personal Tour of Some of the World’s Best Books, publié en 1998, est une compilation de 80 livres.
En 1999, Kanigel est devenu professeur d'écriture scientifique au Massachusetts Institute of Technology, où il a contribué au lancement de son Programme d'études supérieures en écriture scientifique, qu'il a dirigé pendant sept ans. En 2011, il retourne vivre et écrire à Baltimore. Il travaille actuellement sur une biographie de Jane Jacobs.
Le dernier livre de Kanigel, Sur une Île irlandaise, publié par Knopf, est un ensemble de biographies des savants, linguistes et écrivains qui ont visité les Îles Blasket en Irlande au début du XXe siècle.

## Prix et distinctions
- Bourse Guggenheim, 2008[6]
- Alfred P. Sloan Foundation grant, 2005
- Conférence Jennie Mae et Ellis L. Krause, Marietta College, dans l'Ohio, 2001
- Classe de 1960 de l'Innovation dans l'Éducation de Prix, MIT, 2003[7]
- Conférence Alfred et Julia Hill sur la Science, la Société et les Médias de Masse, Université du Tennessee, Knoxville, 1999
- Global Business Book Awards (Financial Times/Booz-Allen & Hamilton) finaliste, biographie, 1997
- Auteur de l'année par l'American Society of Journalists and Authors (en), 1998
- Prix Elizabeth Lewisohn Eisenstein, la Coalition Nationale des Universitaires Indépendants, 1994
- Alfred P. Sloan Foundation grant, le livre de la technologie de la série, 1992[8]
- National Book Critics Circle Award finaliste, biographie, 1992[9]
- Los Angeles Times Book Prize finaliste, de la science et de la technologie, 1991[10]
- Prix James T. Grady-James H. Stack pour l'Interprétation de la Chimie pour le Public, l'American Chemical Society, 1989
- Marine Biological Laboratory Science Journalism Program, Woods Hole, Massachusetts, 1988
- Prix (gold award) du Meilleur article de l'année, Conseil pour la Promotion et le Soutien de l'Éducation,  1988
- Prix d'Excellence Smolar en American Jewish Journalism, 1980
- Prix A. D. Emmart pour l'Écriture en sciences humaines, Maryland, 1979

## Travaux
- On An Irish Island. Knopf. 2012.  (ISBN 978-0-307-26959-1)
- Faux Real: Genuine Leather and 200 Years of Inspired Fakes. Joseph Henry Press, 2007. University of Pennsylvania Press paperback, 2010. ZheJiang University Press Chinese edition, 2013.  (ISBN 0-309-10236-7)
- High Season: How One French Riviera Town Has Seduced Travelers for Two Thousand Years. Viking hardcover, 2002. UK hardcover [High Season in Nice] Little, Brown, 2002. UK paperback, Abacus, 2003.  (ISBN 0-670-89988-7)
- The One Best Way: Frederick Winslow Taylor and the Enigma of Efficiency. Viking hardcover, 1997. U.K. hardcover, Little, Brown 1997. Penguin paperback, 1999. U.K. paperback, Abacus, 2000. MIT Press paperback, 2005.  (ISBN 0-14-026080-3)
- The Man Who Knew Infinity: A Life of the Genius Ramanujan. Scribner, 1991.  (ISBN 0-671-75061-5)
- Apprentice to Genius: The Making of a Scientific Dynasty. Macmillan hardcover, 1986. Johns Hopkins University Press paperback, 1993. Taiwanese edition, Commonwealth Publishing, 1998. Chinese edition, Shanghai Scientific, 2001.  (ISBN 0-8018-4757-5)
- Vintage Reading: From Plato to Bradbury, a Personal Tour of Some of the World's Best Books. Bancroft Press, 1998. E-book edition, 2010.  (ISBN 0-9631246-7-6)
- Eyes on the Street: The Life of Jane Jacobs. Knopf, 2016.  (ISBN 978-0307961907)